# Deutschland (1900)
El Deutschland fue un transatlántico alemán construido en Stettin (Imperio alemán) en 1900 para la empresa naviera Hamburg America Line. Tres años antes, su rival, la Norddeutscher Lloyd, había introducido el primer transatlántico de cuatro chimeneas, el Kaiser Wilhelm der Grosse, y el Deutschland fue el segundo buque con la misma configuración, en la feroz competición por captar el creciente y lucrativo tráfico marítimo de pasajeros entre Europa y América a finales del siglo xix y principios del xx.
A pesar de que ser capaz de arrebatar la preciada Banda Azul al Kaiser Wilhelm der Grosse, cruzando el océano Atlántico en algo más de cinco días, el Deutschland adolecía de persistentes problemas en sus motores, por lo que fue retirado de la ruta transatlántica en 1910, después de diez años de servicio. Tras ser retirado, fue renombrado como Viktoria Luise y empleado para el servicio de cruceros. El Viktoria Luise fue utilizado brevemente durante la Primera Guerra Mundial y, en 1921, fue reconvertido como transporte de inmigrantes y rebautizado como Hansa. Con los cambios en las leyes de inmigración de los Estados Unidos que redujeron la llegada de inmigrantes desde Europa, el Hansa fue retirado definitivamente del servicio en 1925, y vendido para su desguace durante ese mismo año.